# دلیگزن
دلیگزن (به آلمانی: Delligsen) یک منطقهٔ مسکونی در آلمان است که در هولتسمیندن واقع شده‌است. دلیگزن ۸٬۸۵۳ نفر جمعیت دارد.